# Puskás Ferenc Stadion (Metró Budapest)
Puskás Ferenc Stadion (1970–2003: Népstadion, 2003–2011: Stadionok) ist eine 1970 eröffnete Station der Linie M2 der Metró Budapest und liegt zwischen den Stationen Pillangó utca und Keleti pályaudvar.
Die Station befindet sich in der Nähe der Puskás Aréna und der Papp László Sportaréna im XIV. Budapester Bezirk (Zugló).

## Galerie

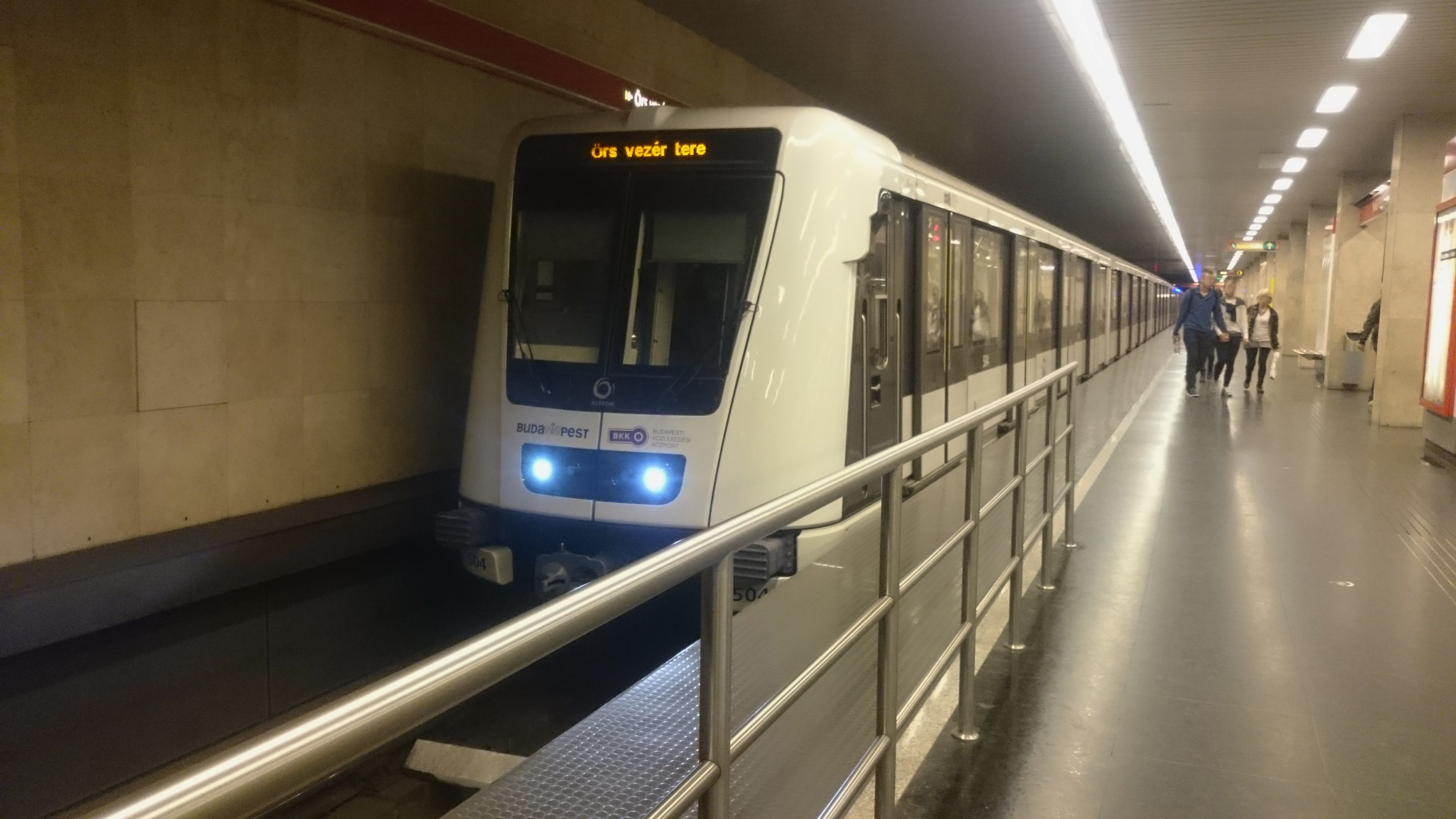
Einfahrender Zug des Typs Alstom Metropolis
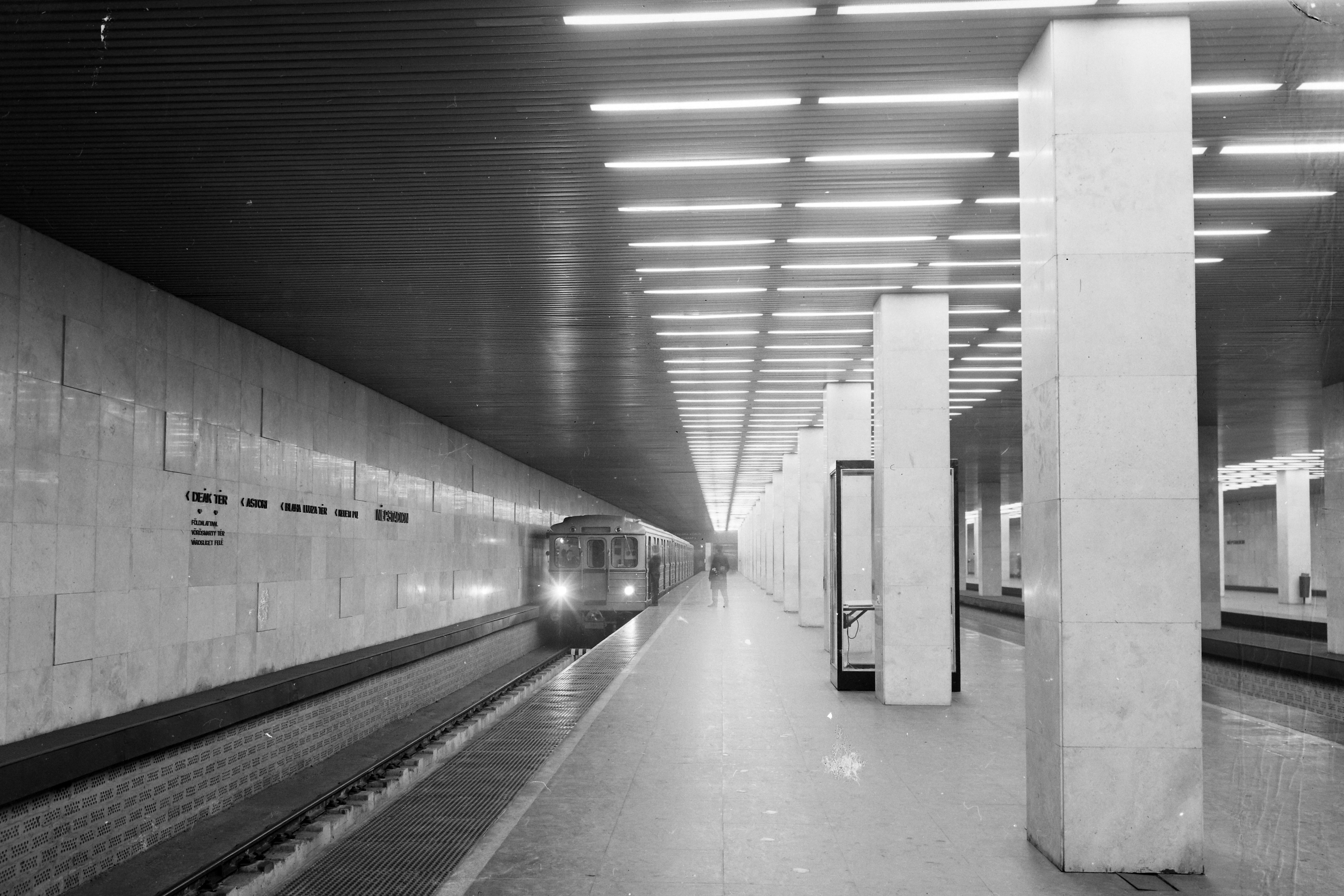
Historisches Bild (1970)